# トマス・グレイ
トマス・グレイ（Thomas Gray, 1716年12月26日 - 1771年7月30日）は、イングランドの詩人、古典学者、ケンブリッジ大学教授。

## 初期の人生と教育
グレイはロンドンのコーンヒル（Cornhill）に為替ブローカー兼婦人帽子屋の子として生まれた。8人いる子供の上から5番目だが、成人したのはグレイだけだった。母親が暴力をふるう父親と別れた時、グレイは母親と家を出た。それから、叔父が教師をしているイートン・カレッジに入学。『イートン学寮遠望のうた』の中で、グレイは学生時代は幸せだったと懐古している。グレイは繊細で飾り気のない学究的な少年で、運動は避け、もっぱら文学作品の読書に時間を費やした。学校というより叔父の元で暮らすことができたのは、若くて感受性豊かなグレイにとって幸運だったことだろう。イートンでは、首相ロバート・ウォルポールの息子ホレス・ウォルポール、トマス・アシュトン、リチャード・ウェストという親友ができた。4人は自分たちのスタイルやユーモアのセンス、美意識を誇りに思っていた。
1734年、グレイはケンブリッジに移り、最初ペンブルック・カレッジに入り、それからピーターハウスに移ったが、グレイはカリキュラムを退屈に思った。友人への手紙に嫌いなことすべてを書いて送った。教師は「プライドに狂わんばかり」、学友は「眠くなる、大酒飲み、愚鈍、教養がない」。おそらく法律家を目指したのだろうが、現実には、古典・近代文学の勉強と、余暇にはハープシコードでヴィヴァルディやドメニコ・スカルラッティを演奏して過ごした。1738年、旧友のウォルポールと一緒にグランドツアーに参加したが、おそらく費用はウォルポールが持ったものと思われる。しかし、トスカーナで、ウォルポールは社交界のパーティに出たいと言い、グレイは古代遺物を回りたいと言い、喧嘩別れとなる。ただし、数年後に和解した。

## 執筆とアカデミア
1742年、友人のリチャード・ウェストが亡くなってから、グレイは真剣に詩を書き始めた。ケンブリッジで、自ら課した文学研究のプログラムを始め、当代きっての学者になったが、グレイは好きなことをやって怠けているだけと言った。まずピーターハウスの、それからペンブルック・カレッジのフェローになった。カレッジを変えたのは悪ふざけの結果だと言われている。
グレイは生涯のほとんどをケンブリッジで学者として過ごした。旅行も晩年にもう一度しただけだった。詩人としては、僅かの詩しか作らなかったが（存命中に出版されたグレイの詩集を全部集めても1000行に満たない）、18世紀中期の代表的な詩人と見なされている。1757年、グレイに桂冠詩人の話があったが辞退した。1768年、ローレンス・ブロケット（Lawrence Brockett）の後を継いで、ケンブリッジの歴史学欽定講座教授（Regius Professor of Modern History）（名誉職）となった。
グレイは自分に批判的で、また失敗を恐れたため、存命中には13の詩を発表したのみだった。一度、自分の詩集が「ノミの作品と間違えられたら」どうしようと書いたことがある。ウォルポールは「彼はユーモアは書いたが安易なものは一度も書いたことがない」と言った。

## 傑作「エレジー」
グレイが代表作『田舎の墓地で詠んだ挽歌』を書き始めたのは1750年、バッキンガムシャーのストーク・ポージス（Stoke Poges）の教会の墓場においてだとされる。未完のまま数年間放置され、1750年に完成した。1751年2月、ロバート・ドッズリー（Robert Dodsley）によってこの詩が出版されると、文学界にセンセーションを巻き起こした。その思索的で落ち着きのあるストイックな調子は大きな賞賛を受け、また剽窃・模倣・引用され、ラテン語やギリシャ語に翻訳された。現在でも『田舎の墓地で詠んだ挽歌』は人気があり、英詩のなかで、もっとも頻繁に引用される作品のうちの一つである。1759年のアブラハム平原の戦い（Battle of the Plains of Abraham）の後、イギリスの将軍ジェームズ・ウルフは部下の将校たちにこの詩を朗読して聞かせた後、「諸君、私は明日ケベックを落とすよりもこの詩を書きたい」と言ったという。この詩に出てくる「ivy-mantled tow'r（ツタに覆われた塔）」という有名な言葉は、中世初期のアプトン（Upton）のセント・ローレンス教会（Church of St Laurence）のことである。
『田舎の墓地で詠んだ挽歌』は、その美しさ、その技量によってすぐに認められ、この詩の影の中（影響下）で詩を書く詩人たちは「墓場派」と呼ばれた。この詩には多くの優れた文句が含まれていて、それらは一般の英語辞書に加えられ、他の作品でも言及された。具体的には、以下のようなものがある。
- Far from the madding crowd（遙か群衆を離れて） - トーマス・ハーディの小説、およびその映画化タイトル。
- The paths of glory（栄光の道） - スタンリー・キューブリック監督『突撃』の原題でもある。
- Celestial fire（天の火）
- Kindred spirit（気心の合う人）

他にもグレイは、親友ウォルポールの猫を歌った擬似エレジー『愛猫を弔ううた（Ode on the Death of a Favourite Cat, Drowned in a Tub of Gold Fishes、直訳すれば「金魚鉢で溺れたお気に入りの猫の死に寄せるオード」）』といった軽い詩も書いた。「What female heart can gold despise? What cat's averse to fish?（どんな女性の心が黄金を軽蔑しようか? どんな猫が魚を嫌がろうか?）」と質問してから、「a fav'rite has no friend!（お気に入りは友達を持たない!）」「know one false step is ne'er retrieved（1つのつまづきは決して取り戻せないと知れ）」「nor all, that glisters, gold（輝くものすべてが黄金ではない）」とことわざのような答えを出す。ウォルポールは後にストロベリー・ヒル・ハウスで、その運命の陶器を台座に乗せて展示した。グレイの現存している書簡にも、その鋭い観察眼とユーモア溢れる遊び心が現れている。
さらに1742年の『イートン学寮遠望のうた』には「where ignorance is bliss, 'tis folly to be wise（無知は喜び、賢いことは愚か）」という名言がある。

## 詩形

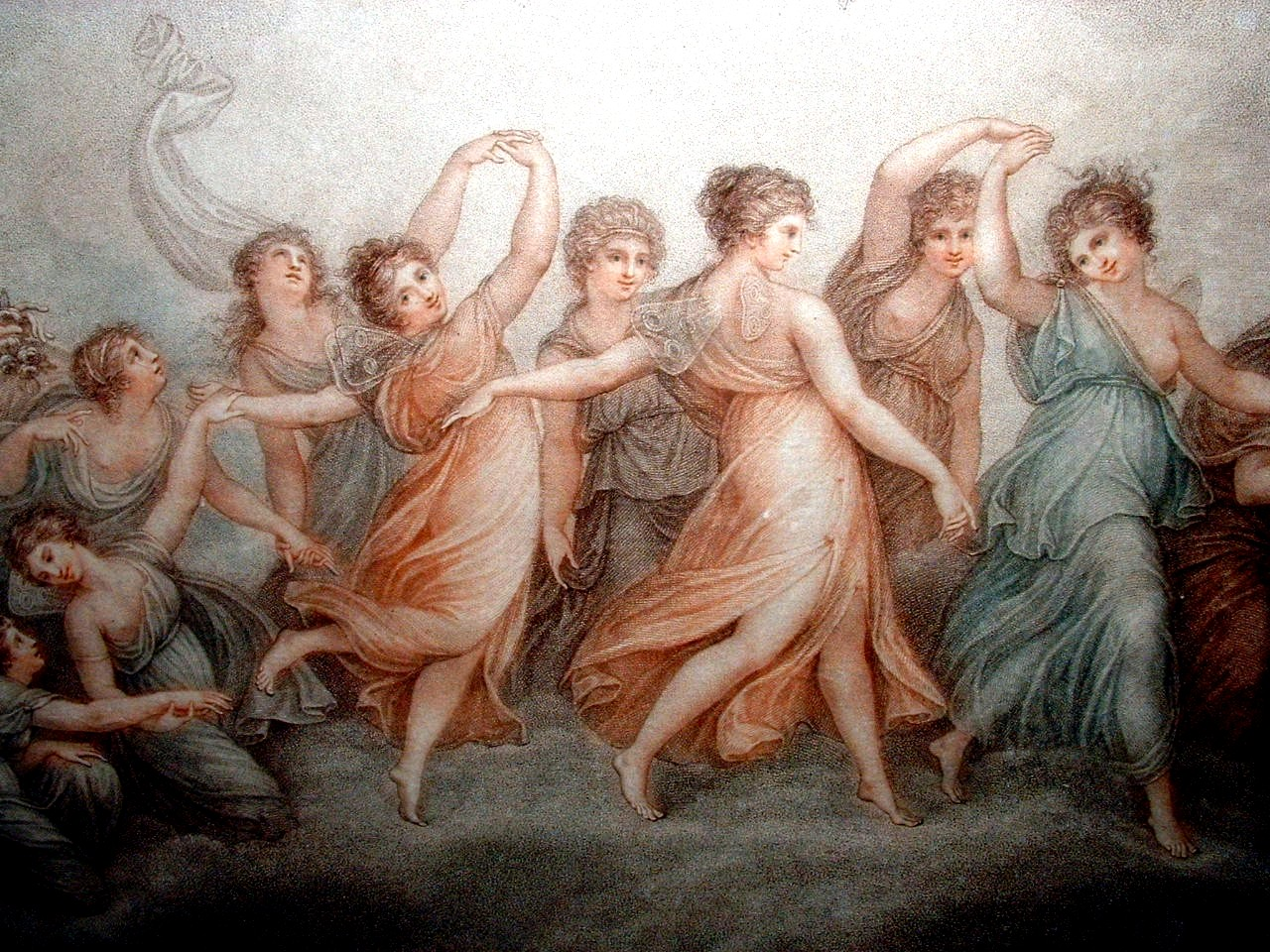
グレイの詩『春のうた』への絵。マリア・コズウェイ画『The Hours』

グレイには『詩歌の進歩』と『詩仙』という2つのピンダロス風オードがある。ピンダロス風オードは、『イートン学寮遠望のうた』のような穏やかで思索的なホラティウス風オードと違って、激しい情熱と想像力で書かれている。『詩仙』はウェールズ征服後のエドワード1世を呪い、プランタジネット朝の没落をつぶさに予言する狂気のウェールズ人詩人を歌っている。非常にメロドラマ的で、ラストは詩人が山の頂から自ら身を投げるところで終わる。
グレイは絵のような風景と古代の遺跡を求めて、ヨークシャー、ダービーシャー、スコットランドとブリテン中を広く旅した。そうしたことは、建築・文学における大衆の趣味が古典主義スタイルに向かい、平凡でありがちな道具立てを好んだ18世紀初期には価値がないものとされた。しかし、それらについてのグレイの著作、ならびに『田舎の墓地で詠んだ挽歌』、『詩仙』に見られるゴシック的なディテールを、19世紀初期には大勢となるロマン主義運動の最初の先駆けと見る意見がある。19世紀のウィリアム・ワーズワースをはじめとした「湖水詩人」たちは人々に絵画的なもの、崇高なもの、ゴシックの価値を教えた。グレイは伝統的な形式・詩的な言い回しと新しい話題・表現法とを結合した。それはロマン主義復活の兆しに古典的に焦点を当てたものと考えられている。
しかし、当のロマン主義詩人たちはというと、たとえば『抒情民謡集（Lyrical Ballads）』（ワーズワースとサミュエル・テイラー・コールリッジの共著）の1800年版・1802年版の序文で、ワーズワースは詩において最も好ましくないものを例証するために、グレイの『ソネット リチャード・ウェストの死に当って』を選び、「このような人々の筆頭であるグレイは、推論によって、散文と韻律的にできた部分を区切るスペースを広げようとし、彼なりの詩的言い回しの体系で誰よりも変に磨きをかけた」と言った。
実はグレイはウェストへの書簡の中で「時代の言語は決して詩の言語ではない」と書いていた。

## 死
グレイは1771年7月30日にケンブリッジで亡くなり、『田舎の墓地で詠んだ挽歌』の舞台となったストーク・ポージスの墓地の母親の隣に埋葬された。グレイの墓は現在も残っている。コーンヒルの生誕地にはプラークが表示されている。

### 日本語版テキスト
- 墓畔の哀歌 - 日本語訳：福原麟太郎（岩波文庫）